# Ayenia praeclara
Ayenia praeclara är en malvaväxtart som beskrevs av Noel Yvri Sandwith. Ayenia praeclara ingår i släktet Ayenia och familjen malvaväxter. Inga underarter finns listade i Catalogue of Life.